# Novosilkî, Turiisk
Novosilkî (în ucraineană Новосілки) este localitatea de reședință a comunei Novosilkî din raionul Turiisk, regiunea Volînia, Ucraina.

## Demografie
Componența lingvistică a localității Novosilkî
     Ucraineană (99,7%)
Conform recensământului din 2001, majoritatea populației localității Novosilkî era vorbitoare de ucraineană (99,7%), existând în minoritate și vorbitori de alte limbi.